# Capitan Fuoco
Capitan Fuoco è un film del 1958, diretto da Carlo Campogalliani.

## Trama
Durante il XIII° secolo, un barone tirannico fa uccidere un conte con l'intenzione di sposarne la figlia per garantirsi le terre e una favolosa eredità. L'intervento di un altro nobile, soprannominato "Capitan Fuoco", aiutato da alcuni suoi amici, gli impedisce di mettere in atto i suoi propositi malvagi, portando la pace nei due feudi in lotta. La vicenda finisce con un matrimonio.

## Distribuzione
Il film ottenne il visto di censura n. 28.353 il 19 dicembre 1958. Ebbe la prima proiezione il 22 dicembre dello stesso anno. Venne inoltre proiettato in Spagna con il titolo El Capitan Fuego, negli Stati Uniti con il titolo Captain Falcon e in Germania dapprima con il titolo Rebell ohne gnade e rieditato in seguito con il titolo Robin Hood – Der rebell.